# Grabenwerk Albersdorf-Dieksknöll

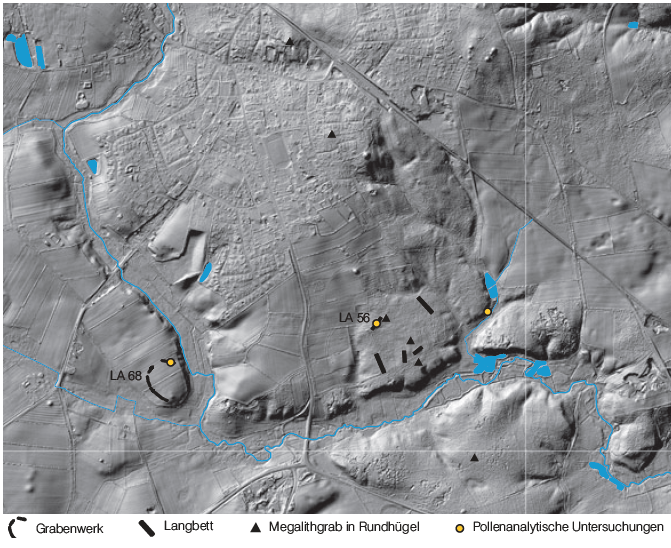
Die Lage des Grabenwerkes Albersdorf-Dieksknöll LA 68. In einigen hundert Metern Entfernung sind zahlreiche Grabmonumente vorhanden und vom Grabenwerk über die Gieselau gut zu erreichen.

Das Grabenwerk Albersdorf-Dieksknöll LA 68 ist eine Anlage des vierten Jahrtausends v. Chr. Es stellt eines der drei bis vier bekannten Grabenwerke in Schleswig-Holstein und der 47 bekannten Anlagen der Trichterbecherkultur dar. Es bildet einen Bestandteil der Megalithregion Albersdorf, zu der auch das Megalithgrab LA 5 (Brutkamp) oder LA 56 gehören.
Das Grabenwerk Albersdorf-Dieksknöll wurde 1992–1994 von Volker Arnold und im Jahre 2010 vom DFG-Schwerpunktprogramm 1400 „Frühe Monumentalität und soziale Differenzierung“ untersucht. Dabei konnten viele Nutzungsphasen differenziert werden. Ein besonderes Ergebnis ist die lange Nutzungsdauer. Die meisten Grabenwerke im nördlichen Mitteleuropa wurden während des Mittelneolithikums (Spätneolithikum in mitteldeutscher Terminologie) aufgegeben. Albersdorf-Dieksknöll LA 68 hingegen wurde noch während des Jungneolithikums (Endneolithikum) genutzt.

## Allgemeines
Verschiedene Arten von Grabenwerken wurden in der Urgeschichte Europas errichtet. Im Unterschied zu in mitteldeutscher Terminologie früh- und mittelneolithischen sowie endneolithisch und bronzezeitlichen Grabenwerken, sind die Grabenwerke des Jung- und Spätneolithikums (Früh- und Mittelneolithikum in Nordischer Terminologie) nicht rund, von sehr unterschiedlicher Größe und besitzen mehrere Durchlässe. Diese Art der Grabenwerke sind in Kontexten der Michelsberger Kultur, dem Chaséen, der Baalberger Kultur sowie der Trichterbecherkultur zu beobachten. Die ältesten Befunde stammen aus Frankreich (um 4400 v. Chr.). Sukzessive scheint sich die Idee gen Osten verbreitet zu haben. Im heutigen Westdeutschland kommt sie um 4000 v. Chr. an, in Mitteldeutschland vor 3800 v. Chr. Auf dem Weg nach Südskandinavien stellt Albersdorf-Dieksknöll eine Wegmarke dar. Dieses Grabenwerk wurde ca. 3800/3700 v. Chr. errichtet. In Jütland sind Grabenwerke ab 3600 v. Chr. belegt, auf den Dänischen Inseln ab 3400 v. Chr. Hier und in Schonen wurde sie bis ins beginnende dritte Jahrtausend errichtet, wobei architektonische Unterschiede zu beobachten sind – letztere sind wieder von eher runder Gestalt und recht klein.
Die Deutungen von Grabenwerken sind sehr unterschiedlich. Die Idee, es handele sich um umzäunte Areale für Viehherden oder um Verteidigungsanlagen, stellen nicht mehr den rezenten Konsens dar. Die Nutzung wird als kollektiv erachtet. Die Gräben wurden wiederholt ausgehoben und zugeschüttet (oder natürlich aufgefüllt). Die wiederholte Nutzung liegt oft einige bis viele Jahrzehnte auseinander, was auf eine orale Tradition schließen lässt. Das Ausheben der Gräben bedarf des Einsatzes vieler Menschen. Hieraus ergibt sich, dass Grabenwerke als Orte zyklischer Zusammentreffen angesehen werden und wichtige Orte für die kollektive Erinnerung darstellen. Diese galt es in regelmäßigen Abständen wiederaufzufrischen.

## Lage

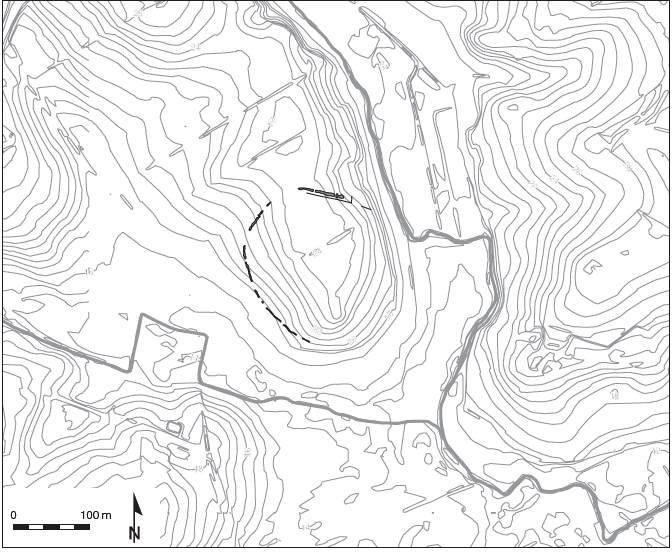
Der von den beiden Flussläufen eingegrenzte Geländesporn, auf dessen Spitze das Grabenwerk (in schwarz markiert) errichtet wurde.

Die Region Albersdorf liegt in der durch sanfte Hügel geprägten Altmoränenlandschaft Dithmarschens. Die Region ist durch zahlreiche neolithische Monumente geprägt. Hier steht auch das Museum für Archäologie und Ökologie Dithmarschen (Archäologisch-Ökologisches Zentrum Albersdorf), wo einige rekonstruierte Megalithgräber zu besuchen sind. Innerhalb der Gemeindegrenze von Albersdorf sind 15 monumentale Grabanlagen der Trichterbecherkultur belegt, wovon elf noch heute sichtbar sind. Hier ist das Gräberfeld Bredenhoop mit seinen acht Megalithgräbern und Langbetten zu nennen. Daneben sind zahlreiche jungneolithische Grabhügel sowie bronzezeitliche Grabhügel belegt (s. Liste).
Die Flussläufe Fockbek und Gieselau fließen am Fuße eines Geländesporns namens Dieksknöll zusammen und weiter in östliche Richtung. Der Geländesporn zeichnet sich deutlich im Relief ab. Er wird durch die etwa 10 m tieferliegenden Niederungen der Flussläufe begrenzt. Das Grabenwerk nimmt ca. 2,5 ha der südöstlichen Spitze des Geländesporns ein. In etwa einem Kilometer Entfernung zum Geländesporn ist am Nordufer des Flusslaufes die genannte Konzentration Bredenhoop lokalisiert. Die Gieselau fließt heute in den Nord-Ostsee-Kanal, doch früher in die Eider. Das West–Ost verlaufende Flusssystem der Eider bildete in der Urgeschichte ein wichtiges Verkehrssystem. Demnach vernetzte die Gieselau die Mikroregion sowohl intern als auch extern.

## Forschungsgeschichte
Bekannt wurde das Grabenwerk 1992 durch flugarchäologische Prospektionen Volker Arnolds. Im selben Jahr erfolgten geophysikalische Untersuchungen, die die Befunde der Luftbilder verifizierten und zudem den weiteren Verlauf des Grabens klären konnten (Lorra 1996). Zwischen 1992 und 1994 führte Volker Arnold Oberflächenbegehungen durch und legte vier Schnitte unterschiedlicher Größe (256 m², 150 m², 40 m², 4 m²) an. Ab dem Jahre 2010 führte die Universität Kiel im Zuge der SPP 1400 Untersuchungen durch. Zunächst erfolgte eine weitere geophysikalische Untersuchung (Georadar) in einem kleinen Areal in Norden der Anlage, um Details der Strukturen erkennen zu können. Im selben Jahr wurde eine Grabung durchgeführt.
Im Rahmen des von Johannes Müller geleiteten SPP-Teilprojektes „Monumentale Grabenwerke, nichtmegalithische und megalithische Grabbauten des Früh- und Mittelneolithikums in Schleswig-Holstein: Untersuchungen zu Baugeschichte, Datierung, Funktion und Landschaftsbezug der Kleinregionen Büdelsdorf und Albersdorf“, wurden mehrere Gräber und dieses Grabenwerk von Hauke Dibbern gegraben und umfassend publiziert.

## Ausgrabung
Bei der Ausgrabung wurde eine Fläche von 550 m² untersucht, die einige der alten Schnitte mit einbezog, Grabensegmente, Durchlasskonstruktion, die Palisade sowie den Innenraum und Außenbereich anschnitt.
Es wurden vier Grabensegmente untersucht. Im etwa 13 m langen und bis 1,8 m unter der Pflugschicht erhaltenen Segment 1 konnten acht Schichten (1 unten, 8 oben) anhand ihrer Zusammensetzung differenziert werden. So sind die einzelnen Schichten durch höhere oder geringere Anteile von Holzkohlepartikeln sowie verschiedenfarbigen, sandigen Substraten versetzt. Alle Schichten ab 2 aufwärts wurden als anthropogene Schichten, d. h. künstliche Schichten angesprochen. Diese sind für die Rekonstruktion der Biographie des Monumentes wichtig.
Die Durchlasskonstruktion erwies sich als 2 m tiefer, steilwandiger Befund zwischen den Grabensegmenten 1 und 2. Hier ließen sich ganze 10 Schichten differenzieren. Die höhere Anzahl an Schichten ergibt sich aus den unteren Bereichen, wo im Gegensatz zu den Grabensegmenten Hinweise für eine Holzkonstruktion gefunden wurden.
In etwa drei Meter Entfernung verläuft parallel zum Graben eine Palisade. Das Georadar hat sie aufgrund ihres höheren Feuchtigkeitsspeicherungsvermögens erfassen können. In der Ausgrabung konnte das Palisadengräbchen teilweise aufgrund einer Holzkohleschicht im oberen Bereich nachgewiesen werden, einzelne Pfosten konnten hingegen nicht dokumentiert werden.
Im Innenbereich konnten keine eindeutigen Nachweise für eine Innengliederung oder oberflächlich sichtbare Strukturen erbracht werden. Eine vermutlich neolithische Grube wurde entdeckt sowie zwei deutliche, aber wesentlich jüngere Gruben (jüngere Bronzezeit bis Eisenzeit).

## Architektur und Phasen
Das Grabenwerk ist von einer Reihe von Grabensegmenten umgeben. Die einzelnen Grabensegmente sind nicht direkt miteinander verbunden. Die Schichten, die besonders im Segment 1 dokumentiert wurden, zeugen von einer dynamischen Biographie des Grabenwerkes. Die einzelnen Schichten werden als eine Reihe von Einfüllschichten und Wiederausgrabungsereignissen gedeutet. Während der Ausgrabung wurde Sand eingeweht. Da dieser in den jeweils homogen zusammengesetzten Schichten fehlt oder sehr geringer Konzentration vorliegt, ist von schnell durchgeführten Verfüllungsereignissen auszugehen. In Segment 2 sind drei, in Segment 5 sogar fünf Eingrabungs- und Verfüllereignisse feststellbar.
Die Schichtenfüllungen der Segmente und der Durchlasskonstruktion sind einander ähnlich, nur ist ganz unten in der Durchlasskonstruktion eine potenzielle Holzkonstruktion vorhanden. Diese war vermutlich massiv, da die Pfostenspuren (von gezogenen Pfosten) sehr breit und tief waren. Vermutlich war die ehemalige obertägig sichtbare Konstruktion entweder sehr hoch oder sehr schwer.
Aufgrund der Schichtenabfolgen kann eine relative Chronologie erstellt werden und diese wurde mittels der sog. 14C-Methode absolutdatiert. Auf dieser Grundlage wurde ein Phasenmodell erstellt.
In der Phase 1 (3820–3630 v. Chr.) wurden die Grabensegmente sowie die Durchlasskonstruktion zum ersten Mal ausgehoben und nach kurzem Offenstehen wiederverfüllt. Auch die Konstruktion wurde in dieser Phase errichtet. Für das Ende (Subphase 1.2, 3660–3630 v. Chr.) lässt sich ein Feuerereignis durch die Ablagerung von Brandschutt im Segment 2 rekonstruieren.
In der Phase 2 (3630–3520 v. Chr.) wurden die Segmente und die Durchlasskonstruktion erneut ausgehoben und wiederverfüllt. Vermutlich wurde in der Phase 2 auch die parallel zu den Segmenten verlaufende Palisade abgebrannt.
In der Phase 3 (3520–2910 v. Chr.) lassen sich insgesamt acht Ausgrabungs- und Verfüllereignisse erkennen, die eine Unterteilung in drei untergeordnete Phasen zulassen. In der Phase 3.1 (3520–3370 v. Chr.) fand mindestens ein Zyklus von Ausgrabung und Einfüllung in der Durchlasskonstruktion und im Segment 2 statt. In der Phase 3.2 (3370–3100 v. Chr.) lässt sich ein Zyklus in beiden Segmente 1 und 2 sowie im Durchlass erkennen. In der Phase 3.3 (3100–2910 v. Chr.) lässt sich ein weiterer Zyklus in allen drei Strukturen beobachten.
Die Phase 4 (2880–2480 v. Chr.) lässt sich in zwei Teilphasen gliedern. In der Phase 4.1 (2880–2640 v. Chr.) wurde in allen drei Strukturen ein Zyklus von Aushebung und Verfüllung vorgenommen. In den Segmenten 1 und 2 ist dies durch Feuerereignisse begleitet. In der Phase 4.2 (2640–2480 v. Chr.) lässt sich ein Zyklus mit Feuerereignis im Durchlass sowie im Segment 1 erkennen.
Die wichtigen Beobachtungen sind: Die Etablierung des Grabenwerks erfolgte im 38. Jahrhundert (Median 3720 v. Chr.), es wurde über 1200 Jahre lang genutzt, die zeitlichen Abstände zwischen den Ereignissen sind variabel.

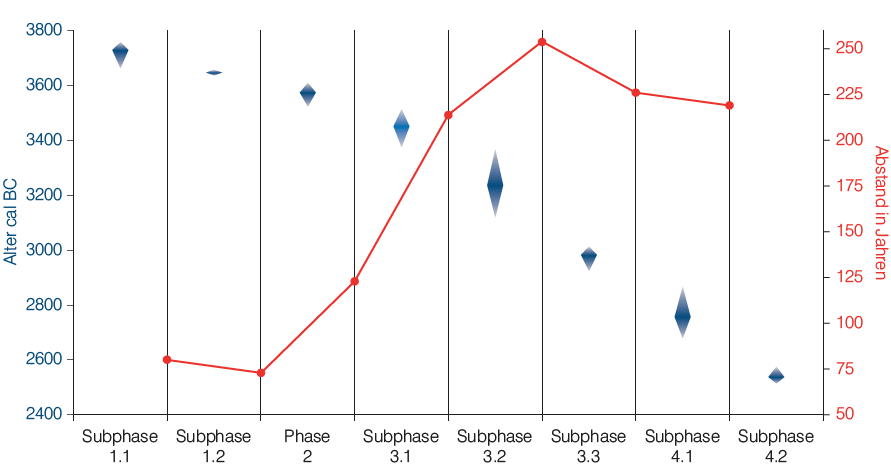
Die Datierung der Nutzungsphasen sowie die Länge der zeitlichen Abstände zwischen den einzelnen Nutzungen (in rot).

Die Variabilität umfasst immer länger werdende Abstände. Die Phasen 1.1 und 1.2 trennt etwa 70 bis 80 Jahre. Die Phase 2 und 3.1 schon etwa 120 Jahre und hieraufhin vergrößert sich der Abstand auf über 200 Jahre. Auch wenn die genauen Abstände aufgrund der jeweiligen Ungenauigkeiten der absoluten Daten kürzer oder länger sein können, so stellt die Beobachtung der sich immer vergrößernden Abstände ein Fakt dar.

## Funde
Das Fundspektrum beinhaltet vor allem Silexartefakte, daneben Fragmente von Keramikgefäßen und wenige Felsgesteingeräte.
Es wurden 3500 Silexartefakte bei den Ausgrabungen und Begehungen gefunden, 1500 davon in der im Jahre 2010 geöffneten Fläche. Bei den meisten Artefakten handelt es sich um die Grundform Abschlag, gefolgt von Trümmern. Klingen und Kerne sind weitaus seltener. Zudem wurden nur wenige Geräte (ganze 28 Kratzer, zwei Bohrer, fünf Querschneider, ein Feuerschlagstein, einige Beilfragmente) gefunden. Wenige der Beilfragmente lassen sich näher als dünnnackige Beile bestimmen. Neben Silexartefakten wurden sechs Felsgesteinartefakte entdeckt. Dies sind Mahlstein- und Schleifsteinfragmente.
Die im Jahre 2010 geöffnete Fläche erbrachte 57 Fragmente von 14 Gefäßeinheiten (v. a. aus Grabensegment 2). In Bezug auf die Phaseneinteilung wurden die meisten Gefäßfragmente in der Phase 1 deponiert (5 Gefäßeinheiten), gefolgt 3.1 (zwei Gefäßeinheiten) und dann 3.3 und 4.1 (jeweils eine Gefäßeinheit). Die Scherben in den Segmenten liegen zwischen den jeweiligen eingewehten Sandlagen und unteren Verfüllschichten und sind auffallend groß (ø 17 cm²) und scharfkantig. Somit wurden sie vermutlich nicht sekundär verlagert, sondern intentionell dort deponiert.
Für die Phase 1 konnte u. a. eine Tonscheibe rekonstruiert werden. Diese fingerkniff-verzierte Tonscheibe besitzt Entsprechungen in frühneolithischen Kontexten (vor allem Siedlungskontexte und Zugangsbereiche von Megalithgräbern) aber auch in anderen entsprechend frühen Grabenwerken. Für Phase 3 können zwei Trichterrandgefäße und eine Schale rekonstruiert werden. Das Trichterrandgefäß besitzt vertikale Fransenzier, doch ist diese typologisch nicht näher eingrenzbar, die besten Parallelen liegen im Frühneolithikum II (3500–3300 v. Chr.) vor. Die Schale besitzt Parallelen in Kontexten des FN I, v. a. Ib (3800–3500 v. Chr.) bis MN II (3200–3100 v. Chr.).
Für Phase 4 ließ sich ein Gefäß mit einem S-förmig geschweiften Profil rekonstruieren. Dieses besitzt die besten Parallelen in Kontexten des MN V (2900–2800/2600 v. Chr.), weniger dagegen im Jungneolithikum, was aufgrund der 14C-Daten eher zu erwarten gewesen wäre. Das bedeutet, dass die zwei jungneolithischen Phasen aufgrund der Funde nicht hätten erkannt werden können. Dies ist eine wichtige Beobachtung. Generell wird angenommen, Grabenwerke wurden nicht im Jungneolithikum aufgesucht, sogar bereits im mittleren bis späten Mittelneolithikum aufgegeben. Das Ergebnis aus Albersdorf zeigt, dass diese Annahme geprüft werden muss. Wurden Grabenwerke nur anhand typochronologischer Untersuchungen der Funde datiert, so kann eine spätere Nutzung nicht ausgeschlossen werden. Dennoch sei erwähnt, dass Grabenwerke vorliegen, die absolutchronologisch abgesichert tatsächlich während des Mittelneolithikums aufgegeben wurden (z. B. Büdelsdorf).
Ein auffallend hoher Anteil der Gefäßfragmente besaß Speisekrustenreste oder Getreideabdrücke (u. a. Spelzgerste (Hordeum vulgare), tetraploider Nacktweizen (Triticum durum)).

## Bedeutung der Funde und Befunde für die Forschung
Die fingerkniffverzierte Tonscheibe ist ein wichtiger Fund, da sie typologische Analogien im südwestdeutschen und ostfranzösischen Raum im Kontext der Michelsberger Kultur besitzt.
Der Nachweis des Nacktweizens (Triticum durum) stellt eine wichtige Erkenntnis dar. Dieses auch als Spaghettiweizen bezeichnete Getreide ist ab 4500 v. Chr. südlich der Mittelgebirgszone vielfach nachgewiesen. Im weiteren Umfeld Albersdorfs, dem Verbreitungsgebiet der Nordgruppe der Trichterbecherkultur, ist dieses Getreide nur noch aus Frydenlund (Fünen) bekannt. Dieser Nachweis wurde erst aufgrund des Befundes Albersdorf erbracht, in dessen Zuge eine Vielzahl an Fundplätzen einer Revision unterzogen wurden. Geläufige Getreide der frühen Trichterbecherkultur sind Emmer (Triticum dicoccum) und Gerste (Hordeum vulgare). Nun wurde erkannt, dass auch der Spaghettiweizen eine wichtige Getreidesorte für diese Epoche darstellt.
Die Durchgangseinbauten sind ein wichtiges architektonisches Element. Diese sind ausgesprochen selten an Grabenwerken zu beobachten. In Kontext der Trichterbecherkultur fehlen sie sogar gänzlich. Im Frühneolithikum (nordische Terminologie) ist z. B. in Walmstorf (Niedersachsen) eines belegt. Erst in größerer geografischer Entfernung liegen ähnliche Befunde vor. In Blicquy (Belgien) ist ein Parallelbefund bekannt, der ebenfalls zwei Pfostengruben in ähnlicher Konstellation in einer Erdbrücke aufweist. Dieser Befund wird in die Phase Michelsberg II gestellt, was in etwa der Wende 5./4. Jahrtausend entspricht. Weitere Parallelen liegen aus England (Orsett, Essex), Bruchsal-Aue (Heilbronn) oder Bad Abbach vor, wobei die als Holzstrukturen gedeuteten Befunde hier deutlich weniger tief reichen als die eigentlichen Gräben, wie es in Albersdorf der Fall ist. Aus Dänemark liegen einige ähnlich geartete Befunde vor (tiefe, steilwandige Gruben), doch ist hier kein Grabenwerkbezug gegeben und die Befunde datieren wohl spätneolithisch. Die meisten Parallelen liegen also aus dem Verbreitungsgebiet der Michelsberger Kultur vor.
Diese Funde und Befunde untermauern die Interaktion Südskandinaviens mit der Region Südwestdeutschland/Ostfrankreich im frühen vierten Jahrtausend, der maßgeblich die materielle und immaterielle Kultur dieser Epoche im Norden beeinflusste. Dies kann im Zusammenhang mit der frühen Datierung des Grabenwerkes dahingehend gedeutet werden, dass hier direkte Einflüsse geltend wurden und die Idee des Grabenwerks nach Norden brachten, mit Albersdorf als Pionier für die Trichterbecherkultur.
Neben der frühen Datierung ist auch die lange Nutzdauer als wichtiger Befund zu nennen, da die meisten bekannten Grabenwerke Norddeutschlands und Südskandinaviens bereits während des Mittelneolithikums aufgegeben wurden. Die weitergeführte Nutzung während des Jungneolithikums (Einzelgrabkultur) ist aus der Perspektive besonders hervorzuheben, als dass im Jungneolithikum ein markanter Wandel der materiellen und immateriellen Kultur erfolgte (vgl. Schnurkeramische Kultur). Mit diesem Wandel wird von vielen Forschern ein massiver Wandel im ideologischen Bereich assoziiert, von wenigen gar ein Migrationsereignis. Der Befund aus Albersdorf demonstriert dagegen, dass auch Kontinuitäten vorkommen und der offenbare „Bruch“ zumindest im Südwesten Schleswig-Holsteins weniger drastisch war als landläufig angenommen.

## Bedeutung für die neolithische Gesellschaft Westholsteins
Grabenwerke stellen regional bedeutsame Orte kollektiver Benutzung dar. Entlang der Moränenrücken oder über die Wasserläufe sind zahlreiche neolithische Monumente und Ansammlungen von Monumenten in der Altmoränenlandschaft Westholsteins miteinander verbunden. Die Monumente reihen sich zum Teil perlenschnurartig auf und markieren prähistorische Wege. Diese Wege wurden im Früh- und Mittelneolithikum genutzt, wie die zahlreichen Megalithgräber zeigen. Das Grabenwerk Albersdorf-Dieksknöll LA 68 nimmt geografisch eine zentrale Position in der Altmoränenlandschaft Westholsteins ein. Es liegt an einem Knotenpunkt, der verschiedene Wege in alle Himmelsrichtungen verbindet. Jungneolithische und bronzezeitliche Grabhügel orientieren sich am selben Wegesystem, was auf eine fortwährende Nutzung hinweist. Auch die ehemalige Verbindung über die Gieselau zur Eider wird bei der Ortswahl des Grabenwerkes eine Rolle gespielt haben. Es ist wohl nicht zufällig, dass eines der wenigen weiteren bekannten Grabenwerke Schleswig-Holsteins (Büdelsdorf) ebenfalls an der Eider liegt.
Die Zyklen der Benutzung und die Abstände zwischen den einzelnen Phasen bezeugen, dass Wissen tradiert wurde. Archäologisch fassbar ist das wiederholte Ausheben der Gräben. Die Gräben wurden jeweils kurz nach ihrer Einrichtung verfüllt. Das zielorientierte Wiederfinden Jahrzehnte bis Jahrhunderte später beweist, dass das Wissen um die Lage und die hier durchzuführenden Praktiken tradiert wurden. Vermutlich waren weitaus komplexere Rituale involviert als es dem archäologischen Befund zu entnehmen ist und die Tradition wurde über mehrere Generationen weitergegeben. Aus nicht-literaten Gesellschaften ist bekannt, dass Regeln und kollektive Identität regelmäßig, alle paar Generationen einer Erneuerung bedürfen. In diesem Kontext sind die Grabenwerke zu sehen.
Auch Grabmonumente wurden über viele Generationen hinweg genutzt, doch sind sie eher im Bereich lokaler Traditionen zu sehen. Grabenwerke hingegen sind Orte überregionaler Bedeutung.